# Patrolowce typu Tursas
Patrolowce typu Tursas – typ dużych okrętów patrolowych straży granicznej, budowanych w Finlandii w latach 80. XX wieku. Powstały dwie jednostki tego typu: „Tursas” i „Uisko” dla Straży Granicznej Finlandii oraz trzecia „Gotland” dla Straży Granicznej Szwecji. 

## Historia
Projekt patrolowców typu Tursas powstał w Finlandii, z przeznaczeniem dla fińskiej Straży Granicznej (Rajavartiolaitos). Budowano je w stoczni Rauma-Repola OY w Uusikaupunki. Pierwszy okręt „Tursas” zamówiono 12 grudnia 1984 roku, stępkę pod jego budowę położono 4 września 1985 roku, a kadłub zwodowano 31 stycznia 1986 roku. Po jego wodowaniu zamówiono w 1986 roku drugą jednostkę „Uisko”. Weszły one do służby odpowiednio w 1986 i 1987 roku. Projekt okazał się udany i jednostkę tego typu zamówiła także Szwecja; weszła ona do służby w 1990 roku pod nazwą „Gotland” (Kbv 181). Na bazie typu Tursas opracowano następnie jego powiększone rozwinięcie „Merikarhu”.
Jednostki typu Tursas mają wyporność pełną 750 ton. Długość całkowita wynosi 49 m, długość między pionami 43,8 m, szerokość kadłuba 10,4 m, a zanurzenie 4 m. Kadłub posiada wzmocnienia przeciwlodowe. Do wyposażenia należy łódź półsztywna, żuraw hydrauliczny w części rufowej i pachoły holownicze. Oprócz dwóch radarów dozoru nawodnego, jednostki są wyposażone ze środków obserwacji technicznej w stację hydroakustyczną Simrad SS 105. Normalnie nie przenoszą uzbrojenia stałego, lecz posiadają podstawę do montażu podwójnie sprzężonego działka przeciwlotniczego 23 mm firmy Sako (wersja pochodna ZU-23-2). Część publikacji sugeruje, że mogą one otrzymać także uzbrojenie przeciw okrętom podwodnym, w rodzaju wyrzutni granatów głębinowych. Oprócz pełnienia typowych zadań dozorowych i interwencyjno-pościgowych, są dość uniwersalne − mogą prowadzić akcje ratownicze, co jest jednym z zadań fińskiej Straży Granicznej, prowadzić holowania i uczestniczyć w likwidacji skutków katastrof technicznych (rozlewów substancji ropopochodnych), a także prowadzić obsługę oznakowania nawigacyjnego.

## Okręty
| Nazwa             | położenie stępki | wodowanie  | wejście do służby, państwo |
| ----------------- | ---------------- | ---------- | -------------------------- |
| Tursas            | 04.09.1985       | 31.01.1986 | 06.06.1986, Finlandia      |
| Uisko             | 04.04.1986       | 19.06.1986 | 21.01.1987, Finlandia      |
| Gotland (Kbv 181) |                  |            | 2000, Szwecja              |

## Galeria

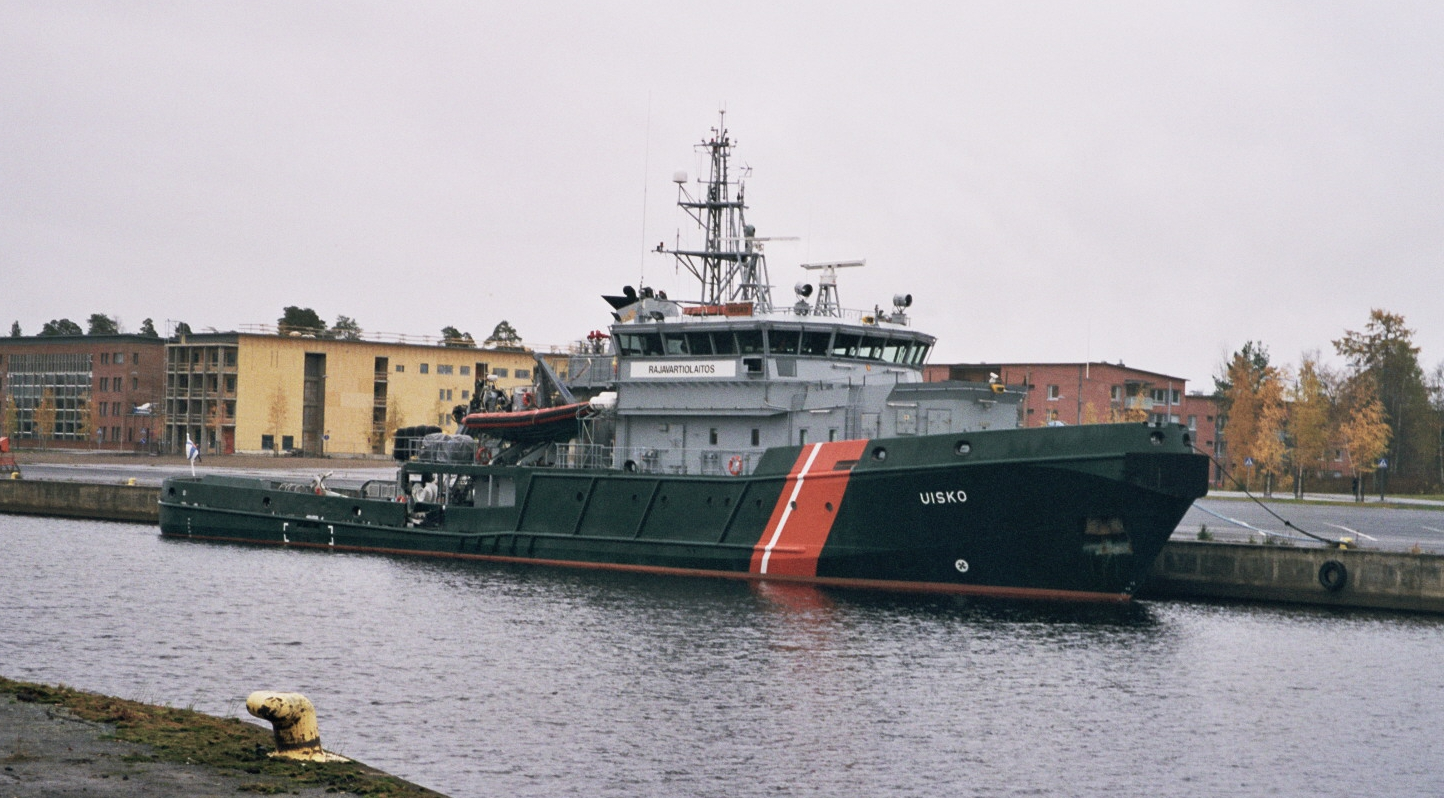
„Uisko”
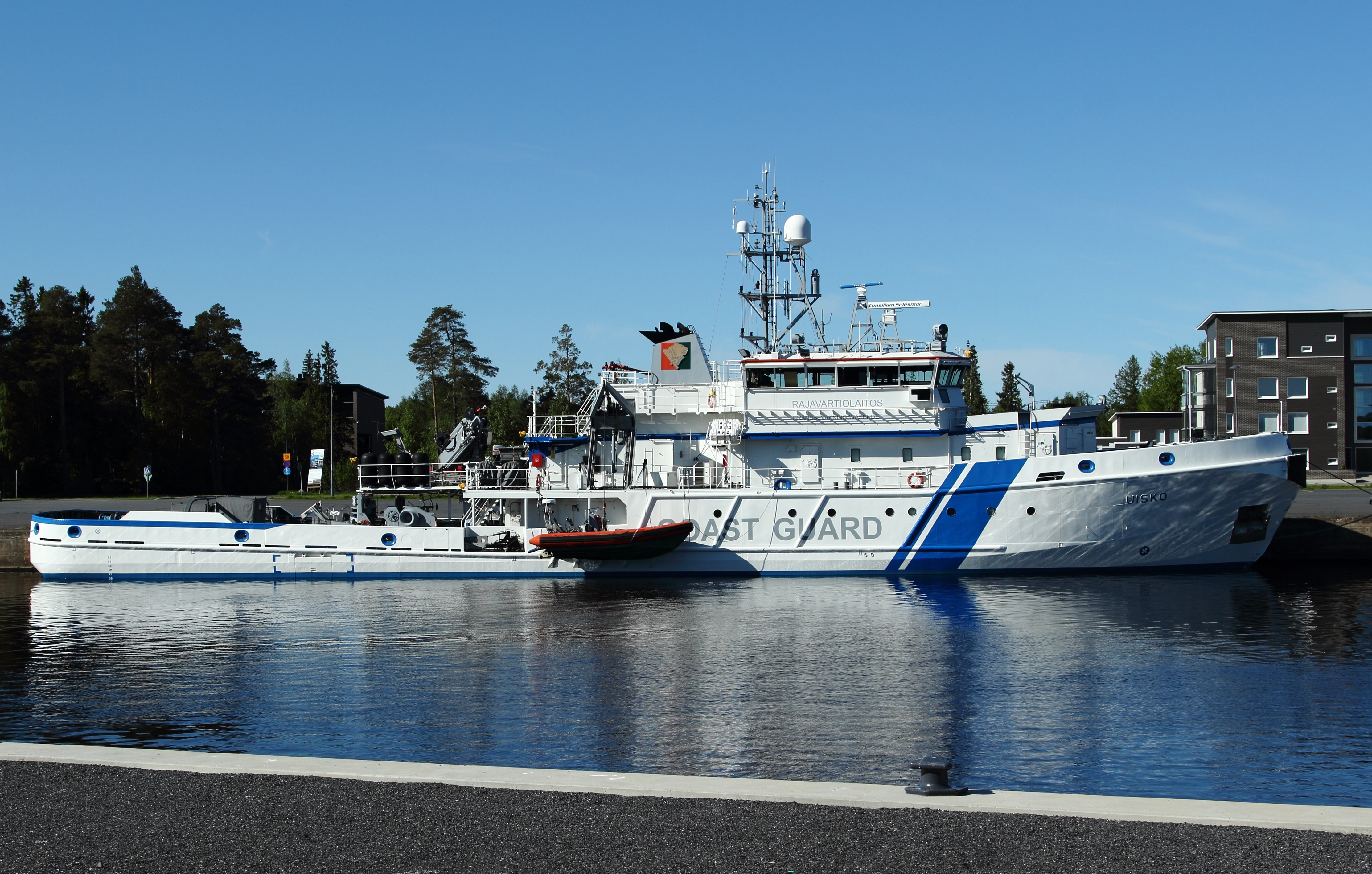
„Uisko” w nowszym malowaniu
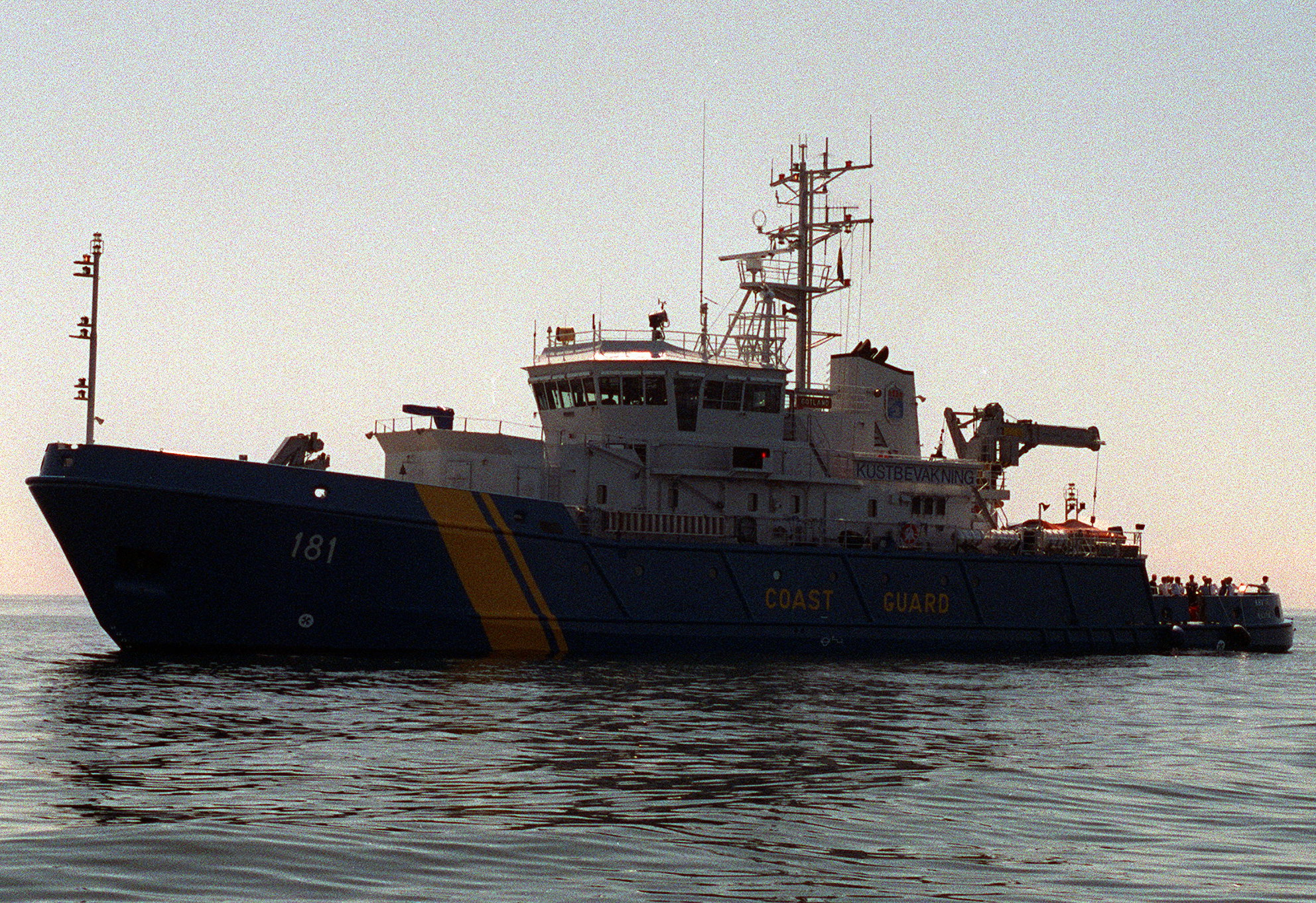
„Gotland”